# هنری اسنید
هنری اس. اسنید، نام خانوادگی که گاهی اسنید نوشته می‌شود، قبل از تبدیل شدن به یک کشاورز و قانونگذار ایالتی در تگزاس به بردگی گرفته شد، او در سال ۱۸۷۶ از شهرستان والر، تگزاس، شهرستان وارتون، تگزاس، و شهرستان فورت بند، تگزاس به مجلس نمایندگان تگزاس انتخاب شد، او یکی از ۳ آمریکایی آفریقایی‌تبار در مجلس ۱۵ تگزاس بود.
او در مارشال، تگزاس به دنیا آمد. نام همسرش اِما بود، او با سبیل عکس گرفته شد.